# قلعه پشت قلعه آبدانان
پشت قلعه در فاصله پنج کیلومتری در ناحیه جنوبی شهرستان آبدانان در شمال غربی روستای پشت قلا بر روی تپه‌ای بلند آثار دژ دیده می‌شود که رودخانه دویرج از پای آن می‌گذرد. مصالحی که در ساخت این بنا به کار رفته بارت است از سنگ و گچ. دور تپه را برج و باروی آن محصور کرده‌است. آثار به جا مانده نشاندهنده وجود برجهای نگهبانی، بارو، شاه‌نشین و اتاق‌های مسکونی، پلکان و غیره است. باروی بیضوی شکل که ارتفاع آن به سه متر می‌رسد محوطه قلعه را محصور کرده‌است. دیوارهای بیرونی و اصلی قلعه تقریباً سالم مانده‌است. این دیوارها قلعه را به سه قسمت مجزا تقسیم می‌کنند. در قسمت غربی قلعه، آثار برج دیده می‌شود و سوراخی بر روی برج قسمت جنوبی قلعه است که جهت دیده‌بانی به کار می‌رفته است. بر باروها و دیوارهای آن، برجهایی با فواصل تقریباً مساوی در اطراف دژ به صورت کنگره دار ساخته شده که دارای اتاق‌های کوچک دیده‌بانی و طاق‌های قوسی شکل است. در منتهاالیه قسمت جنوبی و جنوب شرقی، دژ شاهین شین قلعه و اتاق‌های مسکونی قرار دارند که یک قسمت حدود ۴/۱ دژ را تشکیل می.دهند و مابقی محوطه قلعه است. این قسمت دارای اتاق‌هایی با تاق‌های نیم‌دایره و تاقچه‌ها و طاقنماهایی است که گاه قطر دیوار آن به یک متر می‌رسد. قلوه سنگ‌ها به صورت رگ چین روی هم چیده شده و با ملات گچ طوری در هم آمیخته‌اند که سالیان درازی است مقاوم و پا بر جا ایستاده‌اند.
بر اساس اثر محمودیان (۱۳۸۳)، این دژ بیشتر جنبه نظامی داشته و دور تپه‌ها کانالی طبیعی قرار دارد که که مانند خندقی از دژ محافظت می‌کند که در یک قسمت از این خندق طبیعی رودخانه دویرج می‌گذرد. کشاورزی و دامداری نیز شغل بیشتر اهالی روستاست. مطابق اطلس زبان‌ مادری مردم پشت قلعه گویش کردلی و لُری شمالی میباشد. پشت قلعه در روزهای نوروز پذیرای گردشگران فراوانی از سراسر استان و کشور است.

## نحوه ساخت قلعه
به گفته محمودیان (۱۳۸۳)، تپه‌ای که قلعه بر روی آن قرار گرفته، مشرف بر روستای پا قلعه است و زمین همواری که کل مساحت قلعه را تشکیل می‌دهد در حدود ۴ متر است و تمام ساخت و ساز آن در قسمت جلو یا جنوبی آن است. در قسمت‌های شمال و شرق قلعه که پرتگاه غیرقابل نفوذی است، هیچ ساخت و سازی صورت نگرفته‌است. در قسمت غربی قلعه یک دیوار بلند به ارتفاع ۲ متر و عرض ۵/۱ متر که یک دیوار حصار است ساخته شده‌است.این قلعه در زمان ساسانیان ساخته شده‌است و رابط بین قلعه‌های نظامی هزاردر و قلعه هزارانی بوده‌است به گفته شاهدان محلی یک تونل ارتباطی مخفی برای مواقع محاصرهبین این قلعه و قلعه‌های هزاردر و هزارانی وجود داشته‌است تا در صورت نیاز بتوان از آن استفاده نمود گفته می‌شود که این تونل در زمان گذشته بر اثر خاکبرداری پیدا شده اما به واسطه ترس ساکنان محلی از خطرهای احتمالی تونل دوباره پوشیده شده‌است.